# Illaregölen
Illaregölen är en sjö i Tingsryds kommun i Småland och ingår i Mieåns huvudavrinningsområde.